# Diga del Vieux Émosson
La diga del Vieux Émosson è una diga ad arco situata in Svizzera, nel Canton Vallese, nel comune di Finhaut.

## Descrizione
Inaugurata nel 1955, ha un'altezza di 45 metri e il coronamento è lungo 170 metri. Il volume della diga è di 62.000 metri cubi.
Il lago creato dallo sbarramento, il lac du Vieux Émosson, ha un volume massimo di 13,8 milioni di metri cubi, una lunghezza di 1,5 km e un'altitudine massima di 2205 m s.l.m. Lo sfioratore ha una capacità di 15 metri cubi al secondo. Le acque del lago vengono sfruttate dall'azienda Nant de Drance SA.
A partire dal 2012 inizieranno i lavori preparatori per innalzare di 21,5 metri la diga allo scopo di raddoppiare la capacità del bacino. In primavera si prepareranno le vie d'accesso al cantiere e a montare i primi impianti sul luogo. Da giugno a ottobre verrà fatta brillare la parte superiore del coronamento.
La diga sarà alta 66 metri, e il lago potrà contenere fino a circa 28 milioni di metri cubi.

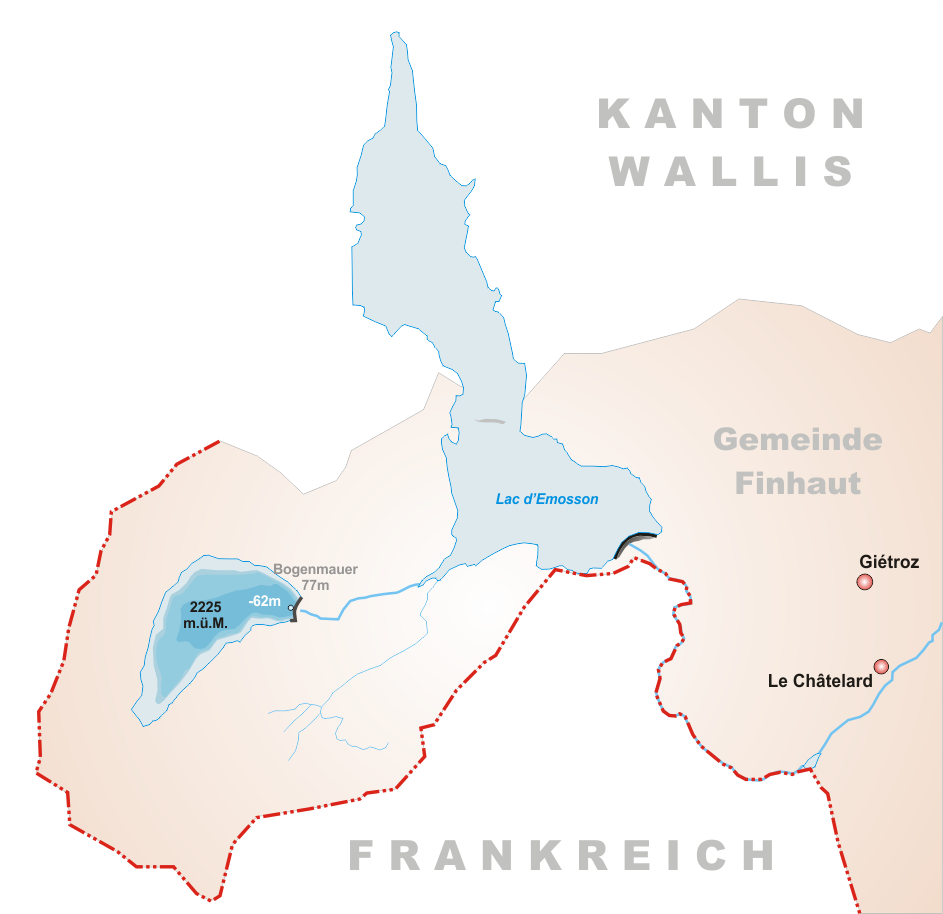
Mappa del lago, è quello a sinistra